# Paragwaj na Mistrzostwach Świata w Lekkoatletyce 2019
Paragwaj na Mistrzostwach Świata w Lekkoatletyce 2019 – reprezentacja Paragwaju podczas mistrzostw świata w Doha liczyła tylko jednego zawodnika.

## Skład reprezentacji

### Mężczyźni
| Zawodnik     | Konkurencja | Eliminacje | Eliminacje | Półfinał | Półfinał | Finał | Finał   |
| Zawodnik     | Konkurencja | Wynik      | Pozycja    | Wynik    | Pozycja  | Wynik | Pozycja |
| ------------ | ----------- | ---------- | ---------- | -------- | -------- | ----- | ------- |
| Derlys Ayala | maraton     | —          | —          | —        | —        | DNF   | DNF     |